# Apamea longula
Apamea longula är en fjärilsart som beskrevs av Augustus Radcliffe Grote 1879. Apamea longula ingår i släktet Apamea och familjen nattflyn. Inga underarter finns listade i Catalogue of Life.